# Coroa de Coroação de Jorge IV

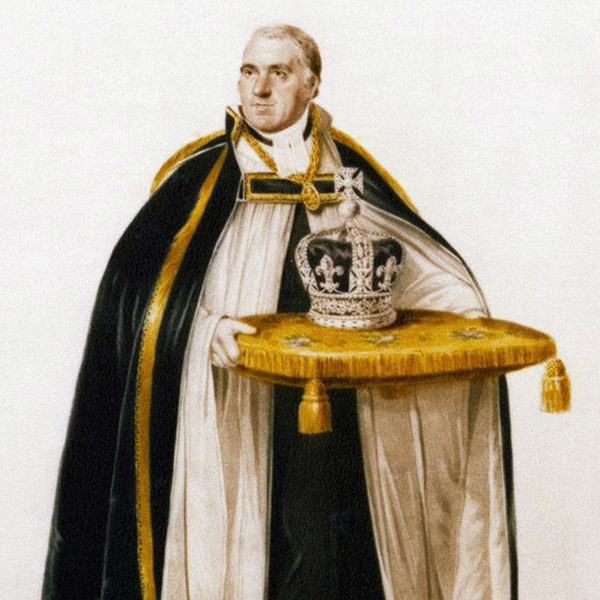
O Reitor de Westminster carregando a coroa.

A coroa de coroação de Jorge IV é uma elaborada coroa de coroação feita especialmente para o rei Jorge IV em 1821. Todas as coroas dos futuros monarcas foram inspiradas na Coroa de Jorge VI, um exemplo foi a Coroa Imperial de Estado criada no reinado de Vitória do Reino Unido. A coroa atualmente se encontra na Torre de Londres juntamente com as Joias da Coroa.

## Design
Com 40 cm de altura e decorado com 12.314 diamantes, diz-se que ele se parece com uma "linda ave do leste". O inovador quadro de ouro e prata, criado por Philip Liebart de Rundell, Bridge & Rundell, foi projetado para ser quase invisível sob os diamantes. Um plano para remover as flores-de-lis tradicionais e introduzir a rosa, o cardo e o trevo, os emblemas florais da Inglaterra, Escócia e Irlanda, foi abandonado após objeções do Colégio dos Arautos. Como regra geral, as tampas de manutenção das coroas britânicas são feitas de veludo carmesim ou roxo, mas essa coroa diferia em ter uma capa azul escura.

## Destino
Por causa do adiamento da coroação de Jorge IV devido ao julgamento de sua esposa, a rainha Caroline, o projeto final para a contratação das pedras chegou a £ 24.425. Após sua coroação, o rei relutou em separar-se de sua nova coroa, e pressionou o governo a comprá-lo imediatamente para poder usá-lo para a abertura anual do Parlamento, mas era muito caro. A coroa foi desmantelada em 1823 e não foi usada por nenhum outro monarca desde então.
Ele comprou um modelo em tamanho real de bronze de sua coroa por £ 38, no qual a inscrição diz: "Elenco da Coroa de Diamante Imperial Rica com a qual Sua Majestade o Rei Sagrado Jorge IV foi coroado em 19 de julho de 1821".
Despojada de suas jóias e descartada pela família real, a coroa foi emprestada ao Museu de Londres pela família Amherst de 1933 a 1985. Ela foi comprada pela Asprey em 1987 e depois adquirida por Jefri Bolkiah, o príncipe de Brunei, que a apresentou. para o Reino Unido. Ele havia sido avaliado em £ 376.000 em 1995 para fins de uma aplicação para exportar a coroa para os Estados Unidos. O pedido foi retirado durante uma revisão pelo Comitê de Revisão da Exportação de Obras de Arte. Faz parte da Royal Collection e está em exibição pública na Torre Martin na Torre de Londres desde 1996. Diamantes no valor de £ 2 milhões emprestados da De Beers são exibidos ao lado da coroa para dar aos visitantes uma ideia de como ela se parecia originalmente.